# Conacul Zichy din Lugașu de Jos
Conacul Zichy din Lugașu de Jos este un monument istoric aflat pe teritoriul satului Lugașu de Jos, comuna Lugașu de Jos, județul Bihor.

## Localitatea
Lugașu de Jos este satul de reședință al comunei cu același nume din județul Bihor, Crișana, România. Prima mențiune documentară este din anul 1291, cu denumirea Lugas.

## Istoric și trăsături
Clădirea a fost construită spre mijlocul secolului al XIX-lea, fiind  proprietatea familiei contelui Zichy, mari deținători de terenuri agricole în această regiune. La începutul secolului XX proprietarul conacului era contele Zichy Jenő. Avea un singur nivel, cu acoperiș în patru ape, învelitoare din țiglă. Fiind situată pe marginea drumului principal, E60 sectorul Oradea-Cluj, clădirea este folosită în prezent ca și unitate de cazare. Transformările suferite amintesc foarte puțin de eleganța clădirii de odinioară.